# Maria Gussakova
Maria Gussakova (rus: Мари́я Ива́новна Гусако́ва)  (Timoshkino, Shilovsky District, 6 de febrer de 1931 - Sant Petersburg, 8 de maig de 2022) fou una esquiadora de fons soviètica.

## Biografia
Va néixer el 6 de febrer de 1931 a la població de Timoshkino, petit poble situat al districte de Shilovski i l'óblast de Riazan. Es casà amb l'esportista Nikolai Gussakov, especialista en combinada nòrdica.

## Carrera esportiva
Especialista en curtes distàncies, participà en els Jocs Olímpics d'Hivern de 1960 realitzats a Squaw Valley (Estats Units), on aconseguí guanyar la medalla d'or en la prova de 10 km. per davant de les seves compatriotes, i favorites, Liubov Kózireva i Ràdia Ieróixina. En aquests mateixos Jocs aconseguí la medalla de plata en la prova de relleus 3x5 km.. Participà en els Jocs Olímpics d'Hivern de 1964 realitzats a Innsbruck (Àustria), on aconseguí la medalla de bronze en la prova de 10 quilòmetres.
En el Campionat del Món d'esquí de fons debutà el 1958, on finalitzà en sisena posició en la prova de 10 quilòmetres. En el Mundial de 1962 aconseguí tres medalles, l'or en la prova de relleus 3x5 km; la plata en la prova de 10 km; i el bronze en la prova de 5 km.